# راونا گورا (ولاسوتینتسه)
راونا گورا (به صربی: Ravna Gora) یک منطقهٔ مسکونی در صربستان است که در ولاسوتینتسه واقع شده‌است. راونا گورا ۱۵۱ نفر جمعیت دارد.